# 1951 au théâtre
| Années du théâtre : 1948 - 1949 - 1950 - 1951 - 1952 - 1953 - 1954    |
| Décennies du théâtre : 1920 - 1930 - 1940 - 1950 - 1960 - 1970 - 1980 |

Cet article présente les faits marquants de l'année 1951 au théâtre.

## Événements
- Juillet : au 5e festival d'Avignon, le public ovationne Gérard Philipe pour son interprétation dans Le Prince de Hombourg de Heinrich von Kleist (15 juillet) et de Rodrigue dans Le Cid (17 juillet)
- 18 novembre : Jean Vilar prend la direction du Théâtre national populaire (TNP) pour 12 ans

## Pièces de théâtre représentées
- 10 février : Colombe de Jean Anouilh, Théâtre de l'Atelier
- 17 février : La Leçon d'Eugène Ionesco, Théâtre de Poche Montparnasse
- 2 mars : La Rose tatouée de Tennessee Williams, Martin Beck Theatre de Broadway
- 7 juin : Le Diable et le Bon Dieu de Jean-Paul Sartre, mise en scène Louis Jouvet, Théâtre Antoine
- 6 octobre : Lorsque l'enfant parait d'André Roussin, mise en scène Louis Ducreux, Théâtre des Nouveautés
- 15 décembre : Le Chanteur de Mexico, opérette en 2 actes sur une musique de Francis Lopez, un livret de Félix Gandéra et Raymond Vincy, au théâtre du Châtelet.
- 20 décembre : Bacchus  de et mise en scène Jean Cocteau, Théâtre Marigny

## Naissances
- 6 février : Jacques Villeret, acteur français († 28 janvier 2005).
- 24 mai : Jean-Pierre Bacri, acteur, scénariste et dramaturge français († 18 janvier 2021).

## Décès
- 29 juin : Suzanne Desprès (°1873)
- 16 août : Louis Jouvet (°1887)